# Minicraft
Minicraft è un videogioco d'azione a scorrimento verticale dall'alto, con grafica bidimensionale. Per molti aspetti è simile a Minecraft (come esso utilizza il linguaggio Java), dal quale Notch ha preso spunto; per esempio è dotato della modalità survival, della modalità creativa e hardcore, e sono presenti dei mob. Si possono costruire alcuni oggetti, come gli strumenti (di materiale di legno e pietra), ma è possibile posizionare blocchi solo sotto forma di terreno o oggetti (quali casse, fornaci, tavoli da lavoro). Presenta inoltre molti aspetti in comune con la serie 2D dei celebri videogiochi appartenenti alla saga The Legend of Zelda. Non esiste alcuna funzione di salvataggio ufficiale. Il gioco si compone di tre mondi: L'Overworld, il mondo di partenza, Il Dungeon, un mondo sotterraneo pieno di mobs ostili e minerali e il Mondo delle Nuvole, un mondo che si estende sopra all'Overworld ed accessibile solo tramite speciali scale a cui si può arrivare solo avendo determinati oggetti; nel Mondo delle Nuvole si trova inoltre il Mago, il boss del gioco.

## Sviluppo
Il gioco è stato sviluppato da Markus Persson, già programmatore del videogioco indipendente Minecraft. ed è stato pubblicato il 19 dicembre 2011.